# Misol-Ha
Misol-Ha – wodospad w Meksyku, znajdujący się 15 km na południe od miejscowości Palenque. Wodospad, który ma 30 m wysokości i 20 szerokości jest jedną z atrakcji turystycznych południowego stanu Chiapas.
Wodospad był miejscem gdzie kręcono sceny do filmu Predator z roku 1987, w reżyserii Johna McTiernana.